# マーザンダラーン語
マーザンダラーン語（マーザンダラーンご）とは、イラン北部のカスピ海沿岸のタバリスターンで話されている言語である。別称タバリ語。
話者は300万から450万人いて言語名はマーザンダラーン州のマーザンダラーン族の部族名に由来し、かってはそこに王国があった名残でもある。
近縁の言語は、イラン北部のギーラーン州の主民族であるギラキ人によって話されている言語（ギラキ語）である。

## 言語名別称
- マザンデラニ語
- マザンダラニ語
- マーザンダラーニー語
- タバリ語
- Tabri

## 方言
- マザンデラニ方言 Mazanderani (mzn-maz)
- Gorgani (mzn-gor)

## 話者分布
- マーザンダラーン州全域
- テヘラン
- ゴレスターン州
- セムナーン州
- ホラーサーン